# Bernhard Kohl

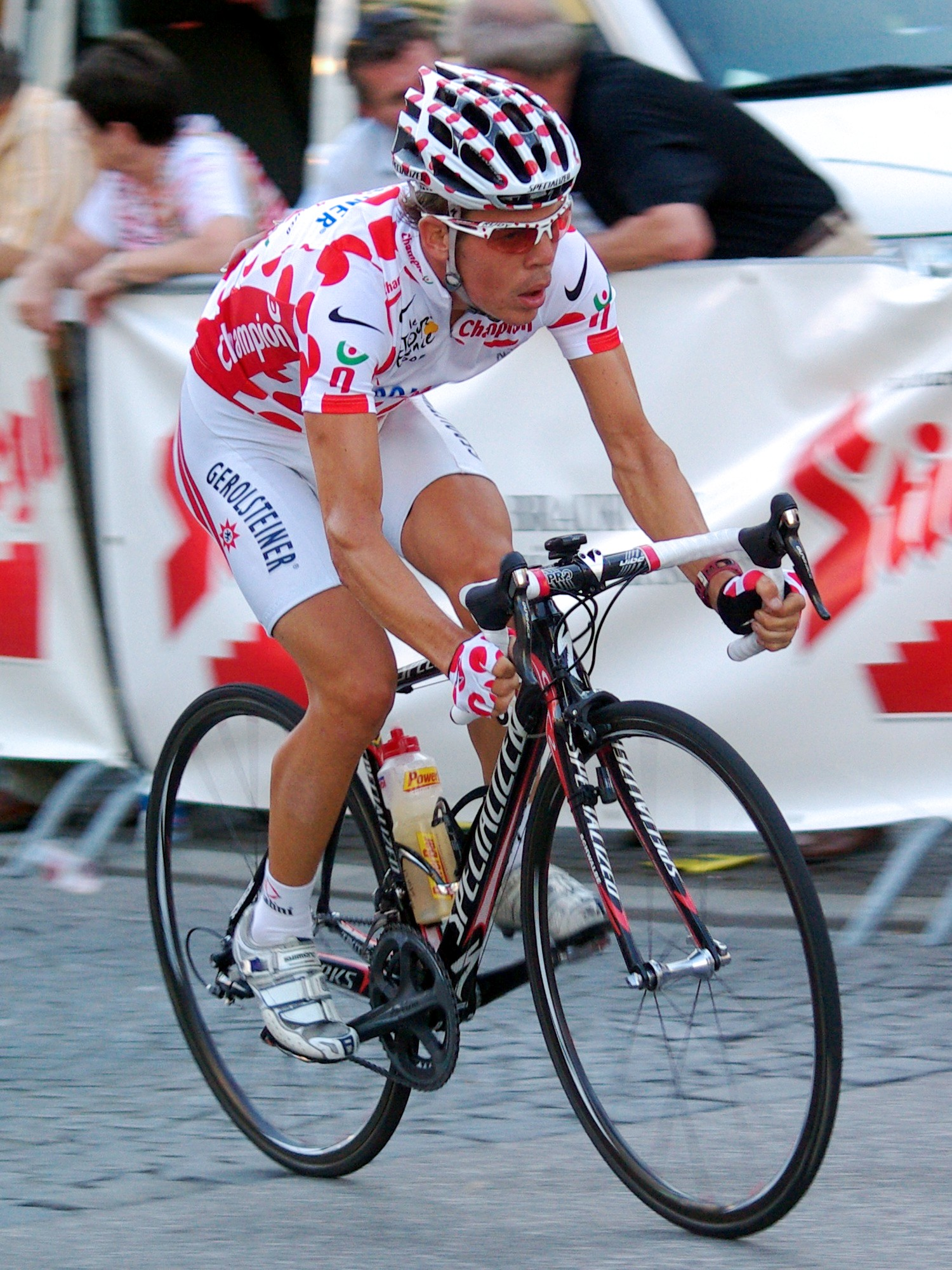
Bernhard Kohl 2008

Bernhard Kohl (Viena, 4 de gener del 1982) és un ciclista austríac que fou professional entre el 2005 i el 2008. Bon escalador, el 2005 passà a professional amb l'equip de l'UCI ProTour T-Mobile Team, equip amb qui guanyà el campionat austríac de ciclisme en ruta i quedà tercer al Critèrium del Dauphiné Libéré 2006.
El 2008 guanyà el mallot de la muntanya al Tour de França i pujà al podi com a tercer classificat, a 1' 13" del guanyador final, Carlos Sastre. Mesos més tard es va demostrar que s'havia dopat, per la qual cosa va perdre aquelles classificacions. A conseqüència d'aquells fets Kohl es va retirar i passà a col·laborar amb les autoritats per tal d'esclarir diverses trames de dopatge.

## Palmarès
- 2002
  -  Campió d'Àustria en ruta sub-23
  - 1r al Gran Premi de Frankfurt sub-23
- 2004
  - 1r al Tour dels Pirineus
- 2006
  -  Campió d'Àustria en ruta

### Resultats al Tour de França
- 2007. 31è de la classificació general
- 2008. 3r de la classificació general i guanyador de la classificació de la muntanya Desqualificat per dopatge.

### Resultats a la Volta a Espanya
- 2005. 111è de la classificació general
- 2006. Abandona